# Гаструла

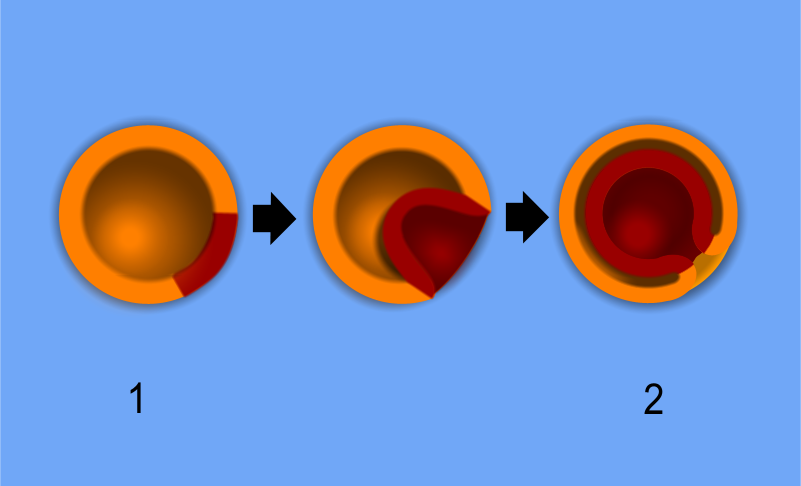
Один з механізмів гаструляції — інвагінація
1 — бластула,
2 — гаструла

Га́струла (лат. gastrula, від дав.-гр. γαστήρ — «шлунок, черево») — стадія зародкового розвитку багатоклітинних тваринних організмів, наступна після бластули. Зародок на стадії гаструли складається з двох (наприклад, у кишковопорожнинних) чи трьох так званих зародкових листків (ектодерми, ентодерми, мезодерми) і має порожнину (гастроцель чи первинна кишка), яка сполучається з зовнішнім середовищем за допомогою отвору — бластопора. Перехід від бластули до гаструли у різних тварин відбувається неоднаково, що зумовлюється типом будови їхніх яйцеклітин та різним способом життя зародків. З кожного зародкового листка надалі виникають певні тканини й органи.
Одним зі способів утворення гаструли є інвагінація.